# Kleverskerke
Kleverskerke est un petit village appartenant à la commune néerlandaise de Middelbourg, situé dans la province de la Zélande. Le 1er janvier 2007, le village comptait 70 habitants. Il est situé sur Walcheren.
Kleverskerke est resté une commune indépendante jusqu'en 1857. À cette date, la commune est rattachée à Arnemuiden.